# 黒木拝石
黒木拝石（くろき はいせき、1886年10月 - 1950年9月14日）は熊本県出身の書家。拝石は号で、本名は一二。

## 略歴
1886年、熊本県球磨郡水上村に生まれる。21歳で文官試験に合格し、以降8年間在官したが、1916年に官職を退き、大阪商船会社に入社した。
書は王羲之、虞世南などの南派の法帖を研究し、書風は「穏健にして漢字に宜しく假名に宜しく、二者の調和亦頗る妙を得てゐる」と評された。また墨池会を興し、雑誌「書学」、「国民習字講座」を発行するとともに、東方書道会審査員などにも就任、書道の普及、後進の育成に努め、門流からは小坂奇石、木村知石が出た（木村知石とは1924年に大阪商船で出会った）。
1950年、63歳で没した。